# Aysenia araucana
Aysenia araucana là một loài nhện trong họ Anyphaenidae.
Loài này thuộc chi Aysenia. Aysenia araucana được M. J. Ramírez miêu tả năm 2003.